# 披耶篷·霹雅安
披耶篷·霹雅安（皇家轉寫：Piyaphong Phiu-on；1959年11月14日—，生于泰國班武里府，綽號“霹靂”，退役了的泰国著名足球运动员，司职前鋒，前泰國國家足球隊的主力前锋，在幾乎長達20年的國家隊生涯當中，总共射入103球，包括在1984年夏季奥林匹克运动会預選賽中攻入中國隊一球，是泰国国家队进球最多的球员，至今尚無人能及。

## 效力球隊
- 皇家泰国空军足球俱乐部
- 韩国LG俱乐部 (1984年至1986年)
- 马来西亚彭亨足球协会

## 出演電影
- 2004年客串演出泰國武打電影《天生拳霸》 (Kerd ma lui，英文版譯名：《Born to Fight》)